# آرسن کوپا
آرسن کوپا (انگلیسی: Arsène Copa؛ زادهٔ ۷ ژوئن ۱۹۸۸) بازیکن فوتبال اهل گابن است.
از باشگاه‌هایی که در آن بازی کرده است می‌توان به باشگاه فوتبال داک ۱۹۰۴ دونایسکا استردا و باشگاه فوتبال دیوری ای‌تی‌او اشاره کرد.
وی همچنین در تیم ملی فوتبال گابن بازی کرده است.